# Unione Sportiva Milanese 1915-1916
Questa pagina raccoglie i dati riguardanti l'Unione Sportiva Milanese nelle competizioni ufficiali della stagione 1915-1916.

## La stagione
- Coppa Federale: 2º classificato nel girone A.
- Coppa Lombardia: 2º classificato nel girone B.
- Campionato di Terza Categoria: 2º classificato nel girone B.

## Rosa
| N. |                   | Ruolo | Calciatore               |
| -- | ----------------- | ----- | ------------------------ |
|    | Italia (bandiera) | A     | Cesare Balbo             |
|    | Italia (bandiera) | C     | Luigi Bellandi (III)     |
|    | Italia (bandiera) | A     | Arturo Boiocchi          |
|    | Italia (bandiera) | C     | Cesare Boldorini         |
|    | Italia (bandiera) | C     | Ugo Bosi                 |
|    | Italia (bandiera) | A     | Alberto Bruciamonti (II) |
|    | Italia (bandiera) | D     | Ezio Burba               |
|    | Italia (bandiera) | A     | Roberto Cozzi            |
|    | Italia (bandiera) | A     | Osvaldo Dagradi          |
|    | Italia (bandiera) | P     | Mario De Simoni          |
|    | Italia (bandiera) | D     | Carlo De Vecchi          |

| N. |                   | Ruolo | Calciatore                 |
| -- | ----------------- | ----- | -------------------------- |
|    | Italia (bandiera) | A     | Mario Ferraro (II)         |
|    | Italia (bandiera) | C     | Umberto Ghezzi (II)        |
|    | Italia (bandiera) | A     | Carlo Ghiringhelli         |
|    | Italia (bandiera) | A     | Giovanni Giustacchini (II) |
|    | Italia (bandiera) | A     | Luigi Ghezzi (I)           |
|    | Italia (bandiera) | D     | Carmelo Romeo              |
|    | Italia (bandiera) | A     | Mario Scaravatti           |
|    | Italia (bandiera) | P     | Vincenzo Soffientini       |
|    | Italia (bandiera) | A     | Angelo Ugazio              |
|    | Italia (bandiera) | A     | Carlo Zerbi                |